# NFC North
NFC North - Dywizja Północna konferencji NFC ligi futbolu amerykańskiego, NFL.
Dywizja Północna została utworzona przed sezonem 2002, gdy ligę rozszerzono do 32 zespołów, zastępując Dywizję Centralną (NFC Central), istniejącą od roku 1970 po połączeniu ligi NFL z AFL. Dywizji nadano przydomek "Black and Blue Division" z powodu intensywnej rywalizacji i mocnej, fizycznej gry drużyn.
Obecnie dywizja składa się z czterech zespołów: Chicago Bears, Detroit Lions, Green Bay Packers i Minnesota Vikings, składających się wcześniej na Dywizję Centralną, po której odziedziczyła swój przydomek.
W roku 1977 dywizja powiększyła się o piąty zespół, Tampa Bay Buccaneers, który jeden sezon wcześniej dołączył do ligi przez Dywizję Zachodnią AFC. Podczas dużej reorganizacji NFL w roku 2002 Buccaneers przeszli do Dywizji Południowej. Po odejściu zespołu z Tampa Bay dywizję czasem nazywa się przydomkiem "Frozen North" (Zmrożona Północ), chociaż dwie z jej czterech drużyn, Detroit i Minnesota, od co najmniej dwóch dekad mają kryte stadiony.
Komentator sportowy Chris Berman często nazywa dywizję "NFC Norris", z powodu jej geograficznego podobieństwa do hokejowej dywizji Norris Division (obecnie Dywizja Centralna NHL).